# An der schönen blauen Donau

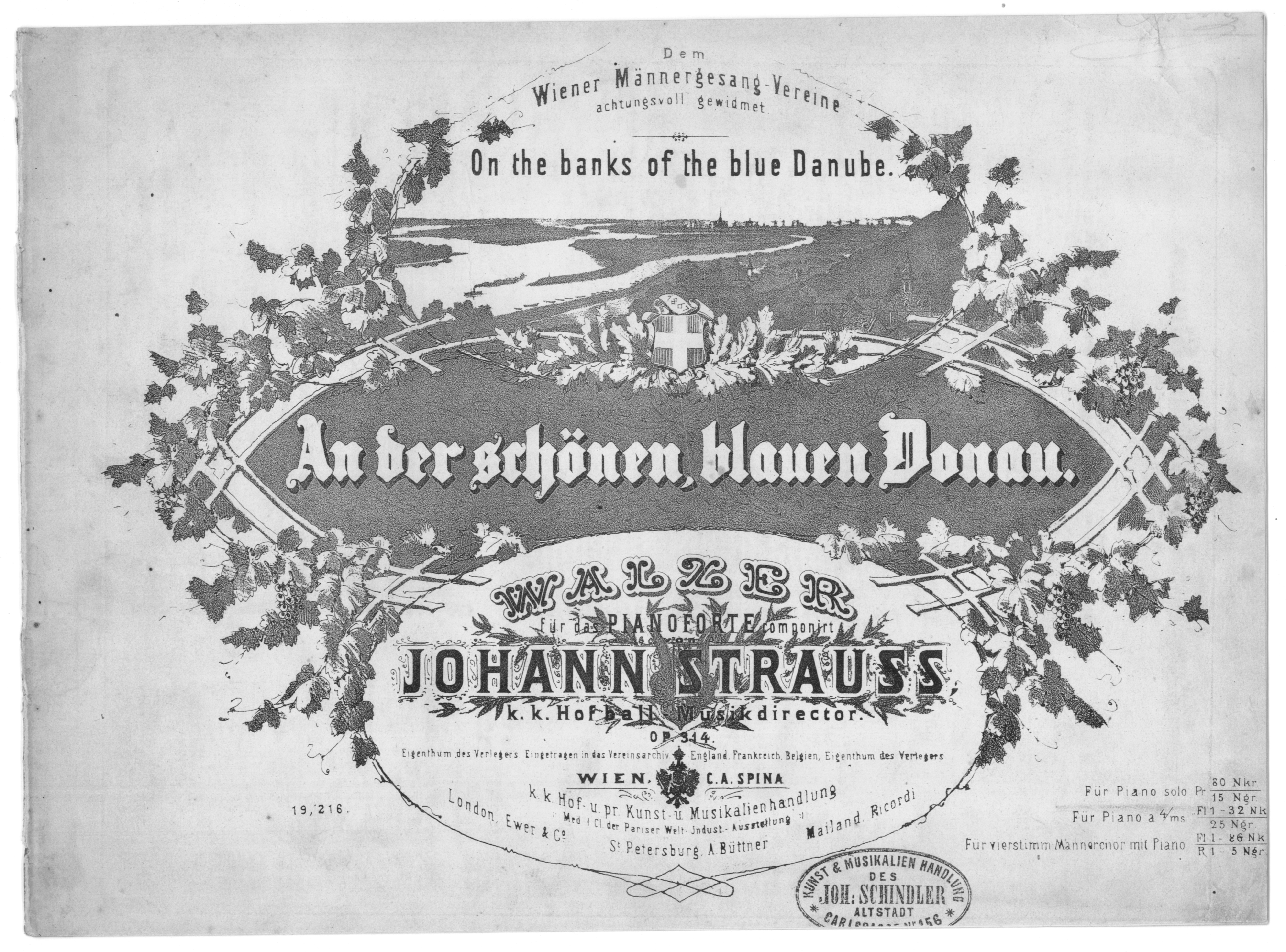
Donauwalzer, Titelblatt einer der ersten Ausgaben 1867

Der Walzer An der schönen blauen Donau (häufig kurz Donauwalzer) wurde von Johann Strauss (Sohn) im Spätherbst 1866 und Winter 1866/67 komponiert und am 15. Februar 1867 mit einer eigenen Fassung mit dem Wiener Männergesang-Verein uraufgeführt. Die erste Aufführung der Konzertfassung des als opus 314 veröffentlichten Walzers fand am 10. März 1867 im k.k. Volksgarten statt. Er basiert kompositorisch auf Melodien, die Strauss bereits in früheren Werken verwendete. Der Walzer wurde bald zu einer heimlichen Hymne Österreichs und wird regelmäßig zum Jahreswechsel gespielt. Der Donauwalzer gilt als inoffizielle Landeshymne des Bundeslandes Wien. Heute ist er weltweit eines der populärsten Werke der klassischen Musik.

## Entstehung

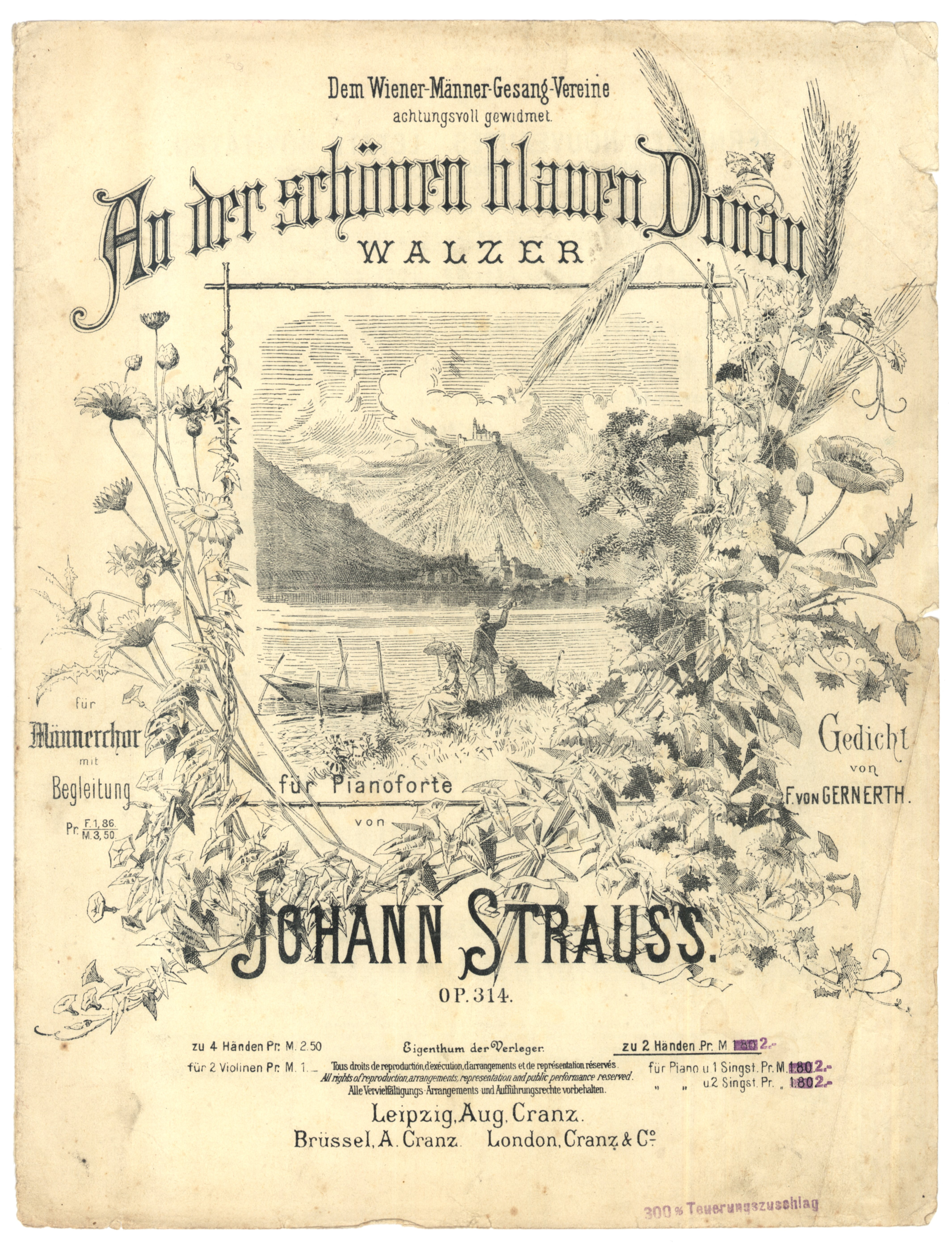
Titelblatt einer Ausgabe um 1910

Johann Strauss war zunächst vom Wiener Männergesang-Verein gebeten worden, bei einer Sommerliedertafel im Juli 1865 in Hietzing mitzuwirken. Da seine alljährlichen Verpflichtungen in Pawlowsk dies nicht zuließen, versprach er zunächst für 1866 eine Komposition.
1866 wurde Strauss an sein noch offenes Versprechen durch den Männergesang-Verein erinnert. Allerdings hatte inzwischen der Krieg zwischen Preußen und Österreich mit der von Österreich verlorenen Schlacht bei Königgrätz stattgefunden, so dass die Frage nach einer geeigneten Uraufführung schnell im Raum stand. Da überdies viele Bälle in der Faschingszeit abgesagt wurden, einigten sie sich, dass für die Liedertafel 1867, womit der Männergesangverein seinen traditionellen Narrenabend ersetzte, ein Walzer entstehen sollte. Das 1865 gegebene Versprechen löste Strauss also mit dem Walzer An der schönen blauen Donau ein.
Der Walzer wurde von Johann Strauss von vornherein in zwei Fassungen konzipiert, wobei zeitlich zunächst bis Ende 1866 das Particell der Orchesterfassung entstand. Daraufhin unterlegte der Polizeikommissar Josef Weyl, Hausdichter des Männergesang-Vereines, diesem seinen Text mit parodistischem Charakter und zeitkritischer Satire, erst danach besorgte Johann Strauss eine Zweitfassung für Männerchor und Klavier als Chorwalzer für die Proben des Männer-Gesangvereines. Die Chorstimmen richtete Rudolf Weinwurm ein, der schon 1866 die Zusage gegeben hatte, dabei behilflich zu sein. Anschließend erfolgte die Einrichtung für Militärmusik (das heißt für die Ausführenden der Orchestermusik zur Uraufführung) die entweder Josef Wiedemann als Leiter der uraufführenden Militärkapelle oder eventuell auch Johann Proksch aus dem Strauss-Orchester vornahmen.
Strauss (oder ein anderer, dies ist nicht mehr belegbar) griffen bei der originalen Benennung des noch namenlosen Stückes auf zwei Gedichte des ungarischen Dichters Karl Isidor Beck zurück, die jeweils die Textpassage An der schönen blauen Donau enthalten. Allerdings beziehen sich diese nicht auf Wien, sondern auf Baja, den Geburtsort Becks – Baja liegt an der „blauen“ Donau, die in der Nähe befindliche Theiß wird als „blond“ beschrieben.
Am 15. Februar 1867 fand in einem insgesamt neunteiligen Programm die Uraufführung der Chorfassung (noch ohne Introduktion und Coda) im Saal des Dianabades statt: Ausführende waren der Wiener Männer-Gesangverein und die Kapelle des Infanterie-Regimentes 42. Beide leitete Rudolf Weinwurm. Der Komponist war bei der Uraufführung nicht anwesend.

## Nach der Uraufführung
Entgegen anderslautenden Behauptungen fast aller Strauss-Biographien und deren unkritischer Übernahmen steht, beginnend seit den Forschungen von Norbert Linke am Beginn der 1980er-Jahre anhand der Original-Quellen zweifelsfrei fest, dass dieser Walzer an diesem Abend nicht nur jubelnd aufgenommen wurde, er „[…] ‚schlug zündend ein‘ […] Das Neue Fremdenblatt ließ am 17. Februar 1867 verlauten: ‚Die Eröffnungsnummer der zweiten Abteilung war ein entschiedener Schlager‘.“, womit musikhistorisch der Begriff „Schlager“ erstmals belegt ist. Der Männer-Gesangverein überreichte nach der Aufführung an Johann Strauss als „Ehrensold“ einen Golddukaten, das damals übliche Honorar für ein solches Auftragswerk.
Erst nach der Uraufführung am 15. Februar 1867 schuf Strauss die Introduktion und die Coda (zumindest als Particell) sowie er und seine Mitarbeiter die vollständige Orchesterfassung. Diese wurde am 10. März 1867 im k.k. Volksgarten erstaufgeführt. Auf Grund der Vielzahl der Novitäten in dieser Faschingssaison (die drei Brüder Johann, Josef und Eduard schufen insgesamt 25 neue Werke) setzte sich der Walzer zunächst nicht durch. Johann Strauss soll nach dieser ersten Aufführung gegenüber seinem Bruder Josef geäußert haben:

„Den Walzer mag der Teufel holen, nur um die Coda tut’s mir leid – der hätt’ ich einen Erfolg gewünscht.“

Weil Strauss jedoch im gleichen Jahr in Paris bei der Weltausstellung 1867 auftrat und dafür neue Kompositionen schuf, erinnerte er sich daran, auch diesen Walzer in das Programm aufzunehmen. Unter dem Namen Le beau Danube bleu wurde das Stück während dieser Ausstellung zu einem großen Erfolg. Es wird davon ausgegangen, dass die Verlagsausgaben des Walzers, insbesondere die Klavierfassung zweihändig, in kurzer Zeit fast 1.000.000-mal verkauft wurden.
Strauss erhielt für den Walzer kein eigenes Honorar; er hatte mit seinem Verleger C. A. Spina einen Jahresvertrag, der ihn zur Lieferung einer genau bestimmten Anzahl Kompositionen verpflichtete. Mit der im Jahresvertrag vereinbarten Vergütung war auch das Honorar für diesen besonders erfolgreichen Walzer abgegolten. Auf den entfiel rechnerisch ein Honoraranteil von nur 25 Gulden. Der Komponist erhielt zwar viel später noch einen so genannten Ehrensold, dessen geringe Höhe jedoch zu den Einnahmen des Verlages in keinem Verhältnis stand.
Über die Jahre hinweg hat sich allein die orchestrale Fassung des Walzers (in unterschiedlichen Besetzungen) durchgesetzt, die Aufführung einer Chorfassung erfolgt nur noch selten. Die Rekonstruktion der Uraufführung (und die Einbettung in das damalige Programm) am 15. Februar 1867 ist noch immer Gegenstand wissenschaftlicher Diskussion.

## Melodien

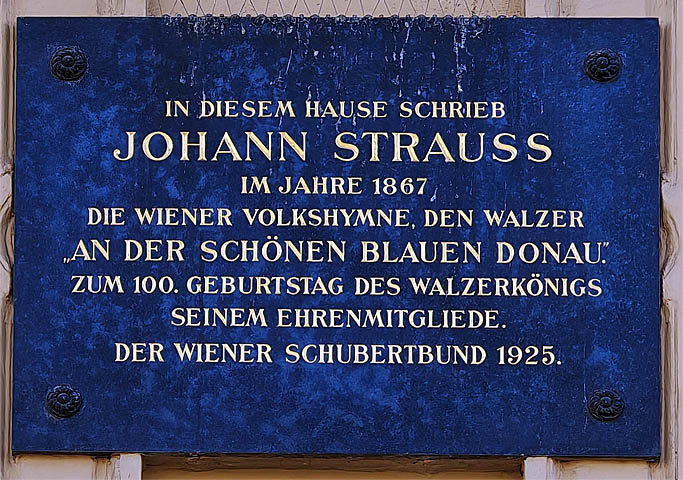
Gedenktafel Haus Praterstrasse 54 in der Wiener Leopoldstadt

Der Walzer selbst besteht, wie damals bei Strauss, wie allen Walzerkomponisten, üblich, aus fünf einzelnen Walzern (Nr. 1 bis 5, in älteren Ausgaben auch I – V), die jeweils aus zwei Melodieteilen (a und b) bestehen, mithin aus zehn einzelnen Melodien. Dem Strauss-Forscher Norbert Linke gelang 2015 der Nachweis, dass alle zehn Melodien ausnahmslos früheren Walzern von Strauss entnommen wurden und auf diese Weise wiederverwendet wurden.
Linke weist folgende Herkünfte nach:
- Walzerteil 1a (Kopfmotiv mit dem berühmten D-Dur-Dreiklang): Aus op. 268 („Wiener Chronik“, Walzer), Walzerteil 5a: Transponiert von Es-Dur nach D-Dur. Jeweils vier Takte werden (erweitert) insgesamt sechsmal aufgegriffen und mit sechs Haltetönen zu nachschlagendem dim dim / dom dom kontrastiert. Die vier Nachschlagtöne sind in den Vorlage-Takten 4 und 8 bereits rhythmisch vorgeprägt.
- Walzerteil 1b: Ebenfalls aus op. 268, Walzerteil 5b: Transponiert von c-moll nach h-moll. Dem zu vier Takten erweiterten Anfangsmodell (Takte 1 und 2) werden vier Takte Echo-artig angeschlossen, in denen die Schlussformel von 1a (fis > e / h > a) wörtlich aufgegriffen und um das Doppelte erweitert ist.
- Walzerteil 2a: Nachgebildet nach dem Walzerteil 1a, wobei das nachschlagende dim dim / dom dom (eine Folge von Takten 7 und 8 aus op. 268/5a) zu einem Ostinato verdichtet, wobei die Reihenfolge von 1a (a a / fis fis – a a / g g) nunmehr vertauscht und verkürzt auftritt (a g usw. – a fis usw.).
- Walzerteil 2b: Aus op. 265 („Motoren“, Walzer), Walzerteil 4b: Die achttaktige Vorlage wird auf das doppelte Maß erweitert, indem die ersten vier Takte wiederholt und die Fortsetzung Takte 5/6 sowie 7/8 der Vorlage zu zwei unterschiedlichen Schlussformeln von jeweils vier Takten verarbeitet wurden.
- Walzerteil 3a: Nach op. 251 („Klangfiguren“, Walzer), Walzerteil 3a: Die Vorlage erscheint umrhythmisiert beinahe wörtlich abgegriffen, durch zweitaktige Einschübe ergänzt (Strauss: Takte 5/6 = Wiederholung von op. 251 Takte 1/2; Takte 9/10 = Umspielung von Takt 6 der Vorlage).
- Walzerteil 3b: Nach op. 105 („Fünf Paragraphe aus dem Walzer-Codex“, Walzer), Walzerteil 2b: Transponiert von B-Dur nach G-Dur. Eine beinahe wörtliche Umsetzung in vereinfachtem Maß (4-mal je 4 Takte), wobei die Spitzentöne g und h in zweimaligem Anlauf (d – g – d – h) erreicht werden.
- Walzerteil 4a: Ebenfalls nach op. 268, aber Walzerteil 2b: Transponiert von G-Dur nach F-Dur. Zunächst greift Strauss von den Terzen der Vorlage die untere Stimme auf und wiederholt die Takte 3 und 4, danach bringt er die Originalversion mit der Oberterz (ohne wiederholte Takte).
- Walzerteil 4b nach op. 251, Walzerteil 5a: Unterschiedlich verankerten Wiederholungen. Takt 1 der Vorlage wird zu zwei Takten gedehnt und sofort wiederholt. Takte 3 und 4 werden dagegen verkürzt und zu einem Takt zusammengezogen. Die anschließende 2-mal zweitaktige Sequenz ist zu einer bloßen Wiederholung (2-mal zwei Takte) vereinfacht.
- Walzerteil 5a wieder nach op. 268, nunmehr Walzerteil 3b: Transponiert von D-Dur nach A-Dur. Die beiden Harmonien 2-mal A und 2-mal D erscheinen vertauscht und auf das doppelte Maß gedehnt: Takte 3/4 der Vorlage (D-Dur) zuerst (mit zwei Takten Anhang) und dann Takte 1/2 der Vorlage (A-Dur) zu den Takten 5/6 mit Anhang.
- Walzerteil 5b wurde nach op. 215 („Gedankenflug“, Walzer), Walzerteil 5a, einem Walzer von 1859, gebildet und neu gefasst.

Die (erst mit der ersten rein instrumentalen Aufführung ausgeführte) Introduktion beginnt mit flimmernden Streichern und einem leisen Anspielen von Walzerteil 1a. In einem zweiten Teil, der allmählich anläuft, bedient der Bass nur den Ton a. Die Coda wiederum beginnt mit einer Durchführung des Walzerteiles 3a, danach wird Walzerteil 2a notengetreu zitiert. Nach 16 Überleitungstakten folgt Walzer 4a notengetreu und eine Überleitung von 11 Takten. Den Schlussteil mit langsam-wehmütig vorgetragenen Hauptmotiv 1a und einer abschließenden Stretta begleitet der Bass ausschließlich auf dem Ton d (16 Takte arco, 12 Takte pizzicato, 11 Takte arco).
Linke, der Introduktion und Coda „ob ihrer poetischen Effekte … [als] höchst wirkungsvoll, kompositorisch allerdings von bewundernswerter Schlichtheit“ bezeichnet, verweist darauf, dass der Ausklang auf dem Grundton d als Bordun (Orgelpunkt) ein Mittel verwendet, das in der Volksmusik weltweit verbreitet ist. Er verweist überdies darauf, dass Strauss in der Coda nur Melodien aus seinem Walzer „Wiener Chronik“, op. 268, weiterverwendet (Walzerteile 5a und 2b).

## Textfassungen
In die erste Fassung des Walzers hatte nachträglich Josef Weyl, Vereinsdichter des Wiener Männer-Gesangvereines, zunächst einen Text geschrieben, der mit den Worten Fasching ist da begann. Dieser wurde von ihm verworfen und der Text der Uraufführung geschaffen, wobei Teile der verworfenen Fassung von ihm aufgegriffen wurden. Dieser lautete nunmehr (in der Fassung der Uraufführung, Ausschnitt, B=Bässe, T=Tenöre):
B: Wiener, seid froh …

T: Oho, wieso?

B: No-so blickt nur um -

T: I bitt, warum?

B: Ein Schimmer des Lichts …

T: Wir seh'n noch nichts!

B: Ei, Fasching ist da!

T: Ach so, na ja!

B: Drum trotzet der Zeit …

T: (kläglich): O Gott, die Zeit …

B: Der Trübseligkeit.

T: Ah! Das wär' g'scheit!

   Was nutzt das Bedauern,

   das Trauern,

   Drum froh und lustig seid!
Bereits 1868 änderte Weyl seinen Text noch einmal, der nunmehr mit den Worten begann: Was woll’n wir mehr?
Zu dieser Zeit war allerdings der von dem Wiener Volkssänger Ignaz Nagel (Nagl; 1831–1872) unterlegte Text „in zwei Abteilungen“ erheblich populärer. Nagel unterlegte noch im Spätfrühjahr 1867 einerseits der Melodie einen Text, der mit „Es liegt ein Land – am Donaustrand“ begann und im 4. Walzer auf den soeben geschlossenen Ausgleich anspielte, in der zweiten Abteilung begann wiederum der 1. Walzer mit den Worten „Am Donau Quai – in nächster Näh“.
Im Jahre 1889 dichtete Franz von Gernerth einen neuen Text, der mit „Donau so blau“ nun auch den Titel des Walzers berücksichtigte.
Donau so blau,

so schön und blau

durch Tal und Au

wogst ruhig du hin,

dich grüßt unser Wien,

dein silbernes Band

knüpft Land an Land,

und fröhliche Herzen schlagen

an deinem schönen Strand.
Die Erstaufführung mit diesem Text fand am 2. Juli 1890 anlässlich der Sommerliedertafel des Wiener Männergesang-Vereins im Dreher-Park in Meidling statt (Schönbrunner Straße 307).

## Hymne und Jahreswechsel

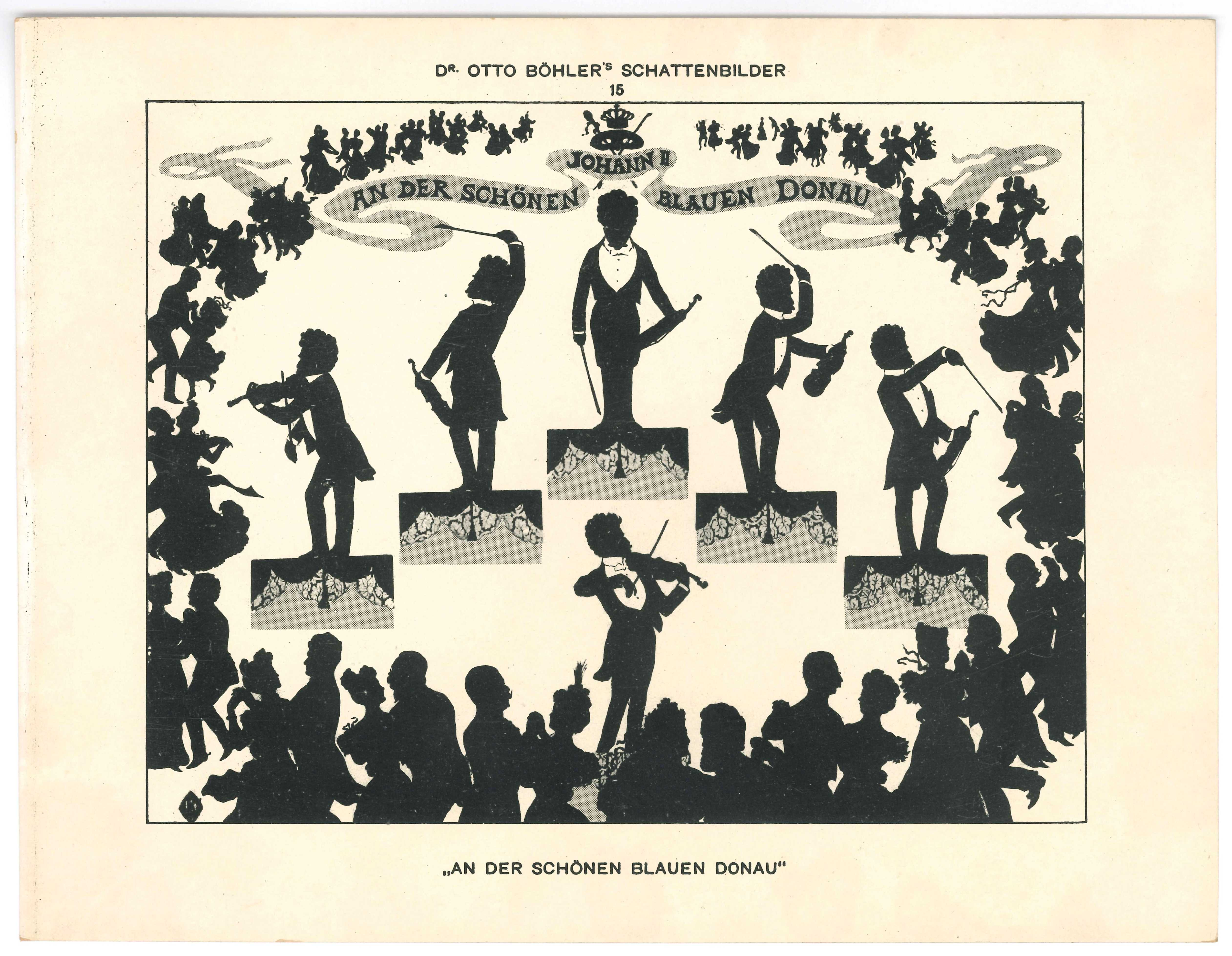
Schattenbild von Otto Böhler

Der Musikkritiker Eduard Hanslick bezeichnete den Donauwalzer schon 1874 als eine „wortlose Friedens-Marseillaise.“ In einem Buch aus dem Jahre 1888 werden in einer Reihung genannt: die Volkshymne, O du mein Österreich und der Strauss’sche Donauwalzer. Und zur Erstaufführung von Gernerths Text schreibt die Presse: „Es ist erfreulich, daß der schon längst auch außerhalb Oesterreichs und sogar jenseits des Oceans populär gewordenen ‚Hymne der Stadt Wien‘ nunmehr endlich auch ein ihr würdiger Text unterlegt ist.“ ()
Als am 27. April 1945, anlässlich der Proklamation der Unabhängigkeit Österreichs, keine Nationalhymne zur Verfügung stand, wurde vor dem Parlament der Walzer An der schönen blauen Donau intoniert. Ebenso wurde er bei den ersten Spielen der österreichischen Fußballnationalmannschaft nach dem Zweiten Weltkrieg gespielt. Er gilt noch neben dem Radetzkymarsch, O Du mein Österreich, dem viel moderneren I Am from Austria und einigen anderen als die heimliche Hymne.
Der Walzer An der schönen blauen Donau wird traditionellerweise auch zu jedem Jahreswechsel im österreichischen Hörfunk (auf allen Programmen des ORF einschließlich des Jugendsenders FM4) und im Fernsehen kurz nach Mitternacht – nach dem Geläute der Pummerin – gesendet. Er ist auch fixer Bestandteil und Höhepunkt der Neujahrskonzerte der Wiener Philharmoniker, obwohl er nie Bestandteil des offiziellen Programms war beziehungsweise ist und immer als Zugabe (wie auch der Radetzkymarsch) gespielt wird.
Der Österreichische Rundfunk begann am 1. August 1955 um 17 Uhr sein Fernseh-Versuchsprogramm nach einführenden Landschaftsbildern mit Musikuntermalung mit einem Logo-Standbild, zu dem der Donauwalzer gespielt wurde. Wahrscheinlich in den 1960er Jahren, spätestens in den 1970er Jahren, wurde daraus eine stilisierte elektronische Version aus acht Tönen. Diese Senderkennung wurde bis in die späten 1980er Jahre jeweils kurz vor jedem Sendebeginn (vormittags und nachmittags) zum ORF-Logo gespielt, dann kam der Satz „Hier ist der Österreichische Rundfunk mit seinem Fernsehprogramm“, eine etwas längere Pause mit Uhr und Logo und dann nochmals die Tonfolge. Solange es einen Sendeschluss gab, wurde zu ihm die offizielle Bundeshymne gespielt. Seit 25. März 1984 ist eine Variation des Donauwalzers Teil der Titelmelodie der Zeit im Bild-Sendungen.

## Weitere Rezeption
Mit dem Walzer ist die damalige Wohnung von Johann Strauss in der Praterstraße 54 verbunden: Anlässlich des 100. Geburtstages von Strauss (Sohn) enthüllte dort der Wiener Schubertbund am 24. Oktober 1925 an dem Haus eine darauf hinweisende Gedenktafel. Ein Teil dieser Wohnung (sie wurde zwischenzeitlich durch Umbauten verkleinert) ist eine Außenstelle des Wien-Museums und öffentlich zugängig.
Eine Reihe von Komponisten und Pianisten um die Jahrhundertwende wie Moriz Rosenthal, aber auch später noch (György Cziffra), haben hochvirtuose Konzertparaphrasen über das Werk geschrieben. Die bekannteste stammt von Adolf Schulz-Evler.
Léonide Massine choreographierte 1924 zur Musik des Donauwalzers (arrangiert von Roger Désormière) das Ballett Beau Danube.
Sehr bekannt ist der Donauwalzer auch durch die Verwendung in Stanley Kubricks Science-Fiction-Klassiker 2001: Odyssee im Weltraum geworden. Kubrick zeigt hier in einer technisch und optisch spektakulären Sequenz, wie ein Raumschiff auf einer sich drehenden Raumstation landet. Die Sequenz ist genau auf die Länge und den Rhythmus des Walzers abgestimmt.
In der Komödie Voll normaaal dient der Walzer dazu, das „dim dim / dom dom“ passend zum Rhythmus ins Mikrofon zu rülpsen.
Er wird als Kennmelodie für den Verkehrsfunk in Neuseeland und für den Küstenfunk in Uruguay verwendet.
Innerchinesische Fluglinien spielten ihn nach Angaben von Marcel Prawy in den 1970er- und 1980er-Jahren als Beruhigung bei der Landung. Seit 2016 ist er die Kopfmelodie des Pausenprogramms von Austrian Airlines.
Der Wiener Psychoanalytiker Alfred Pritz hielt das Bild von der schönen blauen Donau für ein Produkt des dunklen Wiener Humors, des Wiener Schmähs: „Während des Zweiten Napoleonischen Krieges, …hatte ein russisches Bataillon ein französisches Regiment direkt in die Donau abgedrängt und hunderte französische Soldaten ertranken. Jetzt war die Donau voll mit den blauen Uniformen der Franzosen. Die Donau war ‚so blau, so blau, so blau‘.“